# Run Away
Run Away é uma música interpretada por SunStroke Project e Olia Tira, que foi seleccionada para representar a Moldávia no Festival Eurovisão da Canção 2010, na Noruega.